# バッセル・ジラディ
バッセル・ザカリア・ジラディ（Bassel Zakaria Jradi、1993年7月6日 - ）は、デンマーク・コペンハーゲン出身のサッカー選手。タイ・リーグ1・バンコク・ユナイテッド所属。ポジションはMF。レバノン代表。

## クラブ経歴
レバノンからの移民の両親の元、デンマークのコペンハーゲンで生まれた。B.93でキャリアを開始し、2012年にABコペンハーゲンのトライアルを受け、クラブと1年契約を結んだ。その後、2012-13シーズン終了時に、FCノアシェランに移籍し、3年契約を交わした。
2014年7月、エリテセリエンのストレームスゴトセトIFに移籍した。2016年1月、シーズン終了までリールストロムにレンタルされた。2017シーズン、ジラディはリーグ戦通算10得点7アシストを挙げ、リーグサポーターが選出するリーグ最優秀選手賞にノミネートされたが、2位という結果に終わった。
2018年8月11日、プルヴァHNLのハイドゥク・スプリトに移籍し、2年契約を結んだ。2019年5月10日のNKスラヴェン・ベルポ戦で初ゴールを記録した。
2021年6月22日、アポロン・リマソールに移籍した。

## 代表経歴
ユース年代ではデンマークを選択していたが、2018年11月、レバノン代表に招集され、これに応じたジラディはこれ以降レバノン代表として出場している。2018年12月にはAFCアジアカップ2019に参加している。